# Plavnica
Plavnica és un poble i municipi d'Eslovàquia. Es troba a la regió de Prešov, al nord del país.

## Història
La primera referència escrita de la vila data del 1325.

## Demografia
| Godina             | 1994 | 2004   | 2014   | 2024   |
| ------------------ | ---- | ------ | ------ | ------ |
| Nombre de persones | 1491 | 1544   | 1631   | 1663   |
| Diferència         |      | +3,55% | +5,63% | +1,96% |

| Godina             | 2023 | 2024   |
| ------------------ | ---- | ------ |
| Nombre de persones | 1643 | 1663   |
| Diferència         |      | +1,21% |